# レイ・チャップマン
レイモンド・ジョンソン・チャップマン（Raymond "Ray" Johnson Chapman , 1891年1月15日 - 1920年8月17日）は、アメリカ合衆国ケンタッキー州ビーバーダム出身のプロ野球選手（遊撃手）。右投げ右打ち。
犠打と守備に長けたクリーブランド・インディアンスの正遊撃手だった。1920年8月16日の試合でニューヨーク・ヤンキースのカール・メイズ投手の投球を頭部左側のこめかみ部分に受けて昏倒し、12時間後の翌17日早朝に死亡した。MLB史上唯一の試合中に他選手から受けた傷害が原因で死亡した選手である（他にはダク・パワーズが試合中の怪我が元で後に死亡したが壁に激突したことが原因）。この悲劇の後に試合中に汚れたボールは審判の判断でいつでも交換出来るようになり、スピットボールなどボールに細工をする行為の対策が徹底された。翌1921年春にはインディアンスが当時のNFL選手が使用していた革製ヘルメットを試験的に導入しており、打撃用ヘルメットの開発に繋がる一つの契機にもなった。

## 経歴

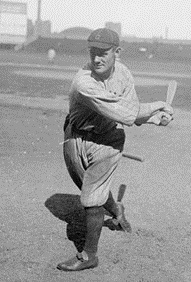
1916年。チャップマンのフォロースルー

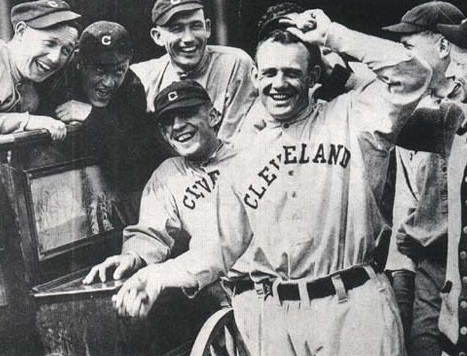
1916年。カメラの前でポーズを決めるチャップマン

チャップマンはケンタッキー州ビーバーダムでエヴェレットとバーバラ・チャップマンの間に3人兄弟の真ん中として生まれ、1905年からイリノイ州ヘリンで育った。
少年時代は鉱山で働いたり雑用をこなしたりしていたが、1909年にマウント・バーノンのセミプロ球団に入り初めて組織球団で野球をプレーした。1910年にセミプロ球団からスプリングフィールドのマイナーリーグ球団へ移り、プロ野球のキャリアを開始した。この際、チャップマンは投手と捕手以外のすべてのポジションをこなしたと言われている。
1911年7月30日にMLBのクリーブランド・ナップスに入団した。この年は打率.293、75打点、50盗塁を記録した。クリーブランド・ナップスはシーズン終了間際にチャップマンの契約を買い取り、アメリカン・アソシエーションのトレド・マッドヘンズに移籍させた。
1912年8月、チャップマンはクリーブランド・ナップスへ戻って来ることになる。1911年のシーズンにおいてトレド・マッドヘンズにおいてチャップマンは140試合に出場して打率.310、49盗塁、101打点を記録していたが、ナップスにはそれを差し置いても他に有望な遊撃手（ショート）が2人いた。ロジャー・ペキンポーとアイビー・オルソンである。ロジャー・ペキンポーは1910年にクリーブランドで15試合に出場したが、1911年はマイナーリーグでプレイしていた。もう片方、アイビー・オルソンは、前年までチームの正遊撃手だった（三塁手のテリー・ターナーは1904年から1910年までチームの遊撃手としてプレーしていた）。そんな状況の中チャップマンは同月30日にMLBデビュー。クリーブランドは1912年のシーズンを、オルソンを遊撃手に、ハリー・デービス監督のお気に入りだったペキンポーを控えに置いてスタートした。しかし、チャップマンの到着からわずか2日後、監督はデービスからジョー・バーミンガム中堅手に交代。バーミンガムはまた、56試合で遊撃手として27のエラーを犯し、小さな怪我に悩まされていたオルソンをベンチに置いた。バーミンガムは次にチャップマンを起用した。チャップマンは野手としては不安定だったものの、打率.312という好機を生かし、クリーブランドは彼が出場した31試合のうち22試合で勝利を収めた。
1913年からチャップマンは正遊撃手として試合に出場するようになり、打率.258を記録し、45犠打の成績に加えナポレオン・ラジョイとのチームワークでアメリカンリーグをリードしていった。しかし1914年、チャップマンは春に足を骨折し、106試合の出場にとどまった。また、ラジョイがチームからいなくなった。これによりチームは崩壊状態に陥る。翌シーズンにチャップマンは打率.270と復調するも1916年には再び脚の病気に悩まされ、109試合で打率.231にとどまった。身体的な問題にもかかわらず、チャップマンの実力は広く認められていた。1915年、シカゴ・ホワイトソックスはチャップマンを得ようとクリーブランドにトレードを持ちかけるも断られ、代わりにシューレス・ジョー・ジャクソン外野手をクリーブランドから得るまで話の決着はつかなかった。
1917年、クリーブランドはシカゴに大きく引き離されたが、チャップマンの才能は開花した。彼のオールラウンドなプレーに刺激され、クリーブランド・インディアンスは最後の47試合で32勝をあげ、88勝66敗の3位で終えた。8月31日から9月24日までは20試合中17試合に勝利し、そのうちの10連勝ではチャップマンが打率.517、4盗塁を記録した。ティム・マーネンの日だった9月27日、ボストンで行われたブレーブスとのエキシビション・ゲームで、チャップマンは塁を一周する最速タイム14秒の愛するカップを獲得した。チャップマンはこの年、打率.302、98打点、リーグ4位の三塁打13本、1980年までクリーブランド・インディアンスの球団記録として残るリーグ3位の52盗塁を記録した。このことから快速走者としてチャップマンは知られている。
同年に記録したシーズン犠打数67はMLB歴代最多記録となった（日本プロ野球では2001年に宮本慎也が1シーズン67犠打を達成した）。ちなみに犠打数がアメリカンリーグ最多となったのは1913年・1917年・1919年の3度を数えている。
1918年、チャップマンの成績は低迷し、打率.267、長打は28本に終わった。このような数字にもかかわらず、チャップマンは84得点でアメリカンリーグ最多の得点を記録した。9月にシーズンが終わると、チャップマンは陸軍省の「労働か闘争か」という命令に従い、二等水兵としてアメリカ海軍予備員に入隊した。五大湖を航行する蒸気船H.H.ロジャース号の甲板員として3ヶ月を過ごし、海軍予備役野球チームとフットボールチームのキャプテンを務めた。チャップマンは陸上部の短距離走者でもあり、20ヤード走と100ヤード走を得意としていた。後者のベストタイムは10.0秒だった。1918年11月の休戦とともに、彼の軍務は終わった。
1919年、チャップマンはインディアンスで115試合に出場して打率3割を記録し、84勝55敗というインディアンズ史上最高の成績で2位となった。
時々雑なプレーも見せたが、強肩の遊撃手として評価されていた。刺殺数がリーグ最多を記録した年が3度（1915年、1917年、1918年）。1917年には補殺数も528（リーグ最多）を数えた。
1920年シーズンが始まる直前にクリーブランドの著名なガス会社経営の実業家の娘ケイティと結婚した。チャップマンは会社の仕事に専念するために引退も考えたが、最終的にはチーム内で最も親しい友人であり、1919年から選手兼任監督に就任したトリス・スピーカー監督のもとでインディアンス初の優勝旗を獲得出来るように協力するために、少なくとも1シーズンはプレーする事を決めた。

## 死亡事故
1920年8月16日のポロ・グラウンズで行われた対ニューヨーク・ヤンキース戦の5回表、チャップマンはこの回の先頭打者としていつものように前傾姿勢を取りながら打席に立った。対するアンダースローのカール・メイズ投手が1ストライク1ボールからインコース高めへ投じた速球が頭部左側のこめかみ部分を直撃し、チャップマンは地面に倒れて動かなくなった。当たった瞬間に右翼手のベーブ・ルースにもはっきり聞こえたほどの「ドスン」という大きな音がして一塁方向に跳ね返った。メイズはバットのグリップエンドに球が当たったものと思い、球を処理して一塁へ送球した。一塁手のウォーリー・ピップは捕球後に異変を察知したという。ピップは本塁で左耳から血を流し、顔を歪めながら倒れているチャップマンを見て立ちすくんだ。トム・コナリー審判は観客席まで走って医者を呼ぶように叫び出し、他の選手と同様にスピーカー監督も倒れているチャップマンに駆け寄った。2人の医師（うち1人がヤンキースの医師）が到着して氷を当て、チャップマンは意識を取り戻した。立ち上がり、話そうとしたが、全く言葉が出てこなかった。その後に不自由な足取りで外野の中堅方向に位置するクラブハウスに向けて自力で歩いて戻ろうとしたが、二塁ベース手前で崩れ落ちた。2人のチームメイトの肩に寄り添いながら、クラブハウスに担ぎ込まれた。チャップマンは言葉を発する事に苦労していたが、「私は大丈夫だ。カールには気にするなと伝えてくれ」と言ったという。また、「指輪･･･ケイティの指輪」と呟き続けた。メイズは試合が中断されている間もマウンド上で待機していた。

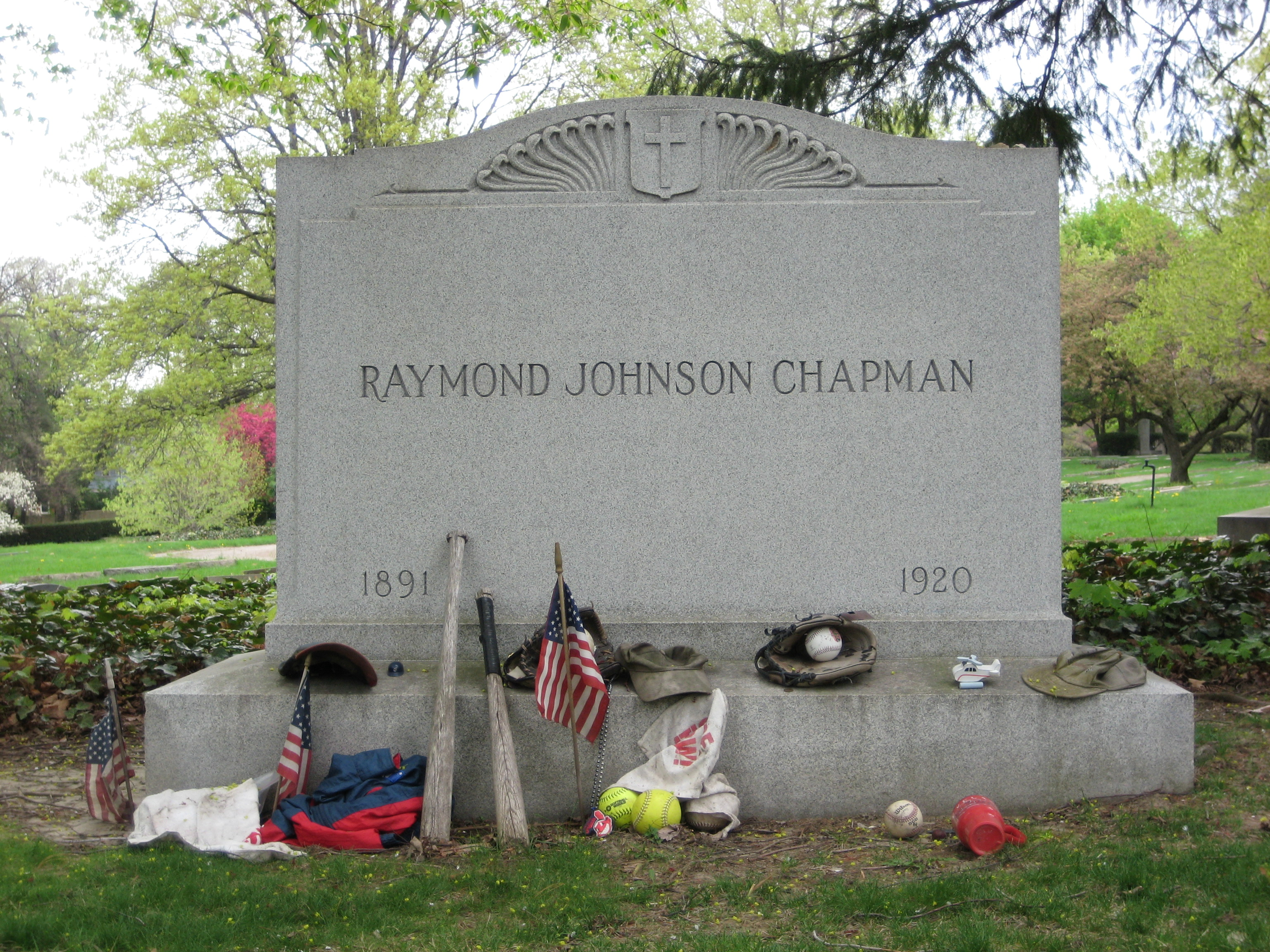
レイ・チャップマンの墓

チャップマンは直ぐにニューヨーク市内の病院に搬送された。3.5インチ（約9cm）の頭蓋骨陥没骨折を起こしており、到着した時には意識を失っていた。症状の回復の見込みは立たなかったが、試合後に病院に駆け付けたチームメイトや多くのヤンキースの選手は一時的に呼吸と脈拍が改善した事を良い知らせとして受け取り、病院から去った。
しかし、死球を受けてから12時間後の翌17日午前4時40分にチャップマンは搬送先の病院で死亡した。29歳没。1909年のダク・パワーズに次いでMLB史上2人目の試合中の事故が原因で死亡した選手となった。妻のケイティは第1子を妊娠中であり、スピーカーが待つホテルへ行き、訃報を聞いた時に気を失ってしまった。この日に予定されていた試合は彼の死により、中止された。チャップマンは頭部に当たる投球に対して避ける素振りさえ見せなかった。夕暮れ時で、当時は頻繁に使用されていた汚れたボールによって目視が難しくなったためと推測された。なお、近年は医療が目覚ましく進歩しているため、同じ事故が起きたとしても死亡する可能性はかなり低くなるだろうという見方がされている。
メイズは直ぐに自発的にマンハッタン地区検察局へ行き、彼の証言から事故には事件性は無いとの判断が下された。事故の前からヘッドハンターだと疑われていたメイズに対する風当たりは強く、ボストン・レッドソックスとデトロイト・タイガースは合同会議を開き、共同でメイズとの対戦をボイコットする方針を表明した。セントルイス・ブラウンズはメイズを野球界から追放すべきという意見に全会一致で同意した。インディアンスの何人かの選手も二度とクリーブランドには来ないようにとメイズに警告した。タイガースのドニー・ブッシュは球団を離れてインディアンスの遊撃手としてプレーする意思がある事をマスメディアに発表し、タイ・カッブは23日の対ヤンキース戦の試合前に「可能であるなら、私はチャップマンの墓石にこう刻んでいただろう。ここに傲慢、悪質、貪欲の犠牲者が眠る」と記したノートをメイズに渡した。多くの新聞の社説が打撃用ヘルメットの開発を求める論調であり、ニューヨーク・タイムズ紙は「ビーンボールである」として激しく非難した。メイズは翌1921年がベストシーズンとなり、27勝9敗、投球回数336.2、登板数49回、勝率.750という自己最高記録を叩き出し最多勝を獲得したわけだが、性格面とこのチャップマンの事故による世間の否定的な印象から殿堂入りは遠ざかった。噂にはメイズが3年間で66勝したがこれらの理由からメイズが所属するニューヨーク・ヤンキースは1923年のシーズン前にメイズを解雇しようとしたとも言われている。

## チャップマンの死後

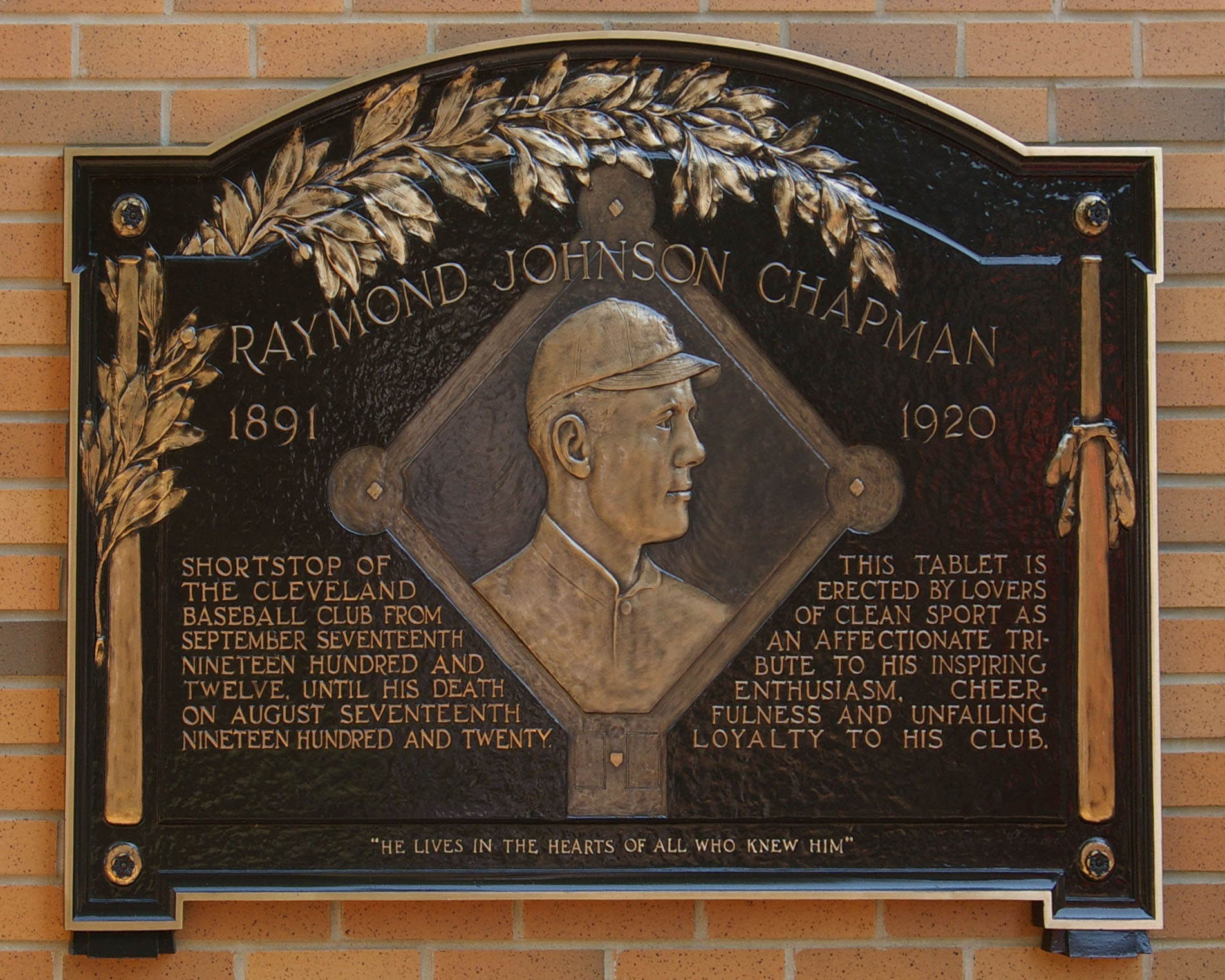
プログレッシブ・フィールドにある記念プラーク

チャップマンの遺体はグランド・セントラル駅で会葬者の大群衆によって見送られた。8月20日にクリーブランド市内の大聖堂で執り行われたチャップマンの葬儀には数千人の多くのインディアンスファンや野球関係者が参列した（ケイティの実家を訪問している間に神経衰弱に陥ったスピーカー監督や身を潜めたメイズは欠席した）。遺体はレイクビュー墓地に安置された。
インディアンスの選手達はシーズンを通して喪章（黒のアームバンド）を着用してプレーした。これはプロスポーツ選手が黒のアームバンドを着けてプレーした最初の例として考えられている。スピーカー監督は落胆する選手達を結集し、インディアンスはチャップマンが死亡した1920年シーズンに球団初のリーグ優勝を成し遂げた。そして、ワールドシリーズでもブルックリン・ロビンスを破り、ワールドチャンピオンに輝いた。ワールドシリーズ最終戦の後、インディアンスのクラブハウスでは多くの選手が目に涙を浮かべていた。
また、インディアンスがチャップマンの後釜遊撃手として9月にマイナーリーグ球団から獲得したジョー・シーウェルは通算で7132打席に立ち、三振は114だけという球史に残るコンタクトヒッターとして活躍し、1977年にベテランズ委員会による投票でアメリカ野球殿堂入りを果たした。シーウェルは後年にインディアンスに移籍した時の事を振り返り、「嬉しさよりも不安な気持ちの方が強かったが、北を旅し、クリーブランドのユニフォームに袖を通した時、自分はジョー・シーウェルでは無くてチャップマンなんだとイメージし、クリーブランドに名誉と栄光をもたらすために戦おうと決意した」と述べている。
妻のケイティは死亡事故当時に第1子の女子を妊娠中であり、チャップマンの死後にビジネスマンの男性と再婚した。彼女は最愛のチャップマンの死後はうつ病の発作に苦しみ、1928年4月20日に毒の含まれる洗浄液を飲んで自殺した。娘は継父に育てられたが、1929年にはしかに罹り、亡くなった。
2006年にチャップマンはクリーブランド・インディアンス殿堂入りを果たした。
チャップマンの死後まもなく、リーグ・パークに「彼は彼を知っていた全ての人の心の中に生きている」と刻まれた彼のブロンズの記念プラークが作成された。その後にクリーブランド・スタジアム、次いでジェイコブス・フィールドへと移されたが、ジェイコブス・フィールドに輸送した後は置き場所が無くなり、忘れ去られていた。2007年2月にジェイコブス・フィールドの保管室を掃除する作業員によって再発見された時には、かつて青銅色だった表面にホコリやゴミが付着し、酸化して暗褐色に変わっていた。プラークは復元され、フィールド敷地内にある歴史公園に展示される事になった。

### 野球界への影響
チャップマンの死の直接的な原因は、何度も使用したことにより黒ずんで見えにくくなっていたボールそのものにあるとされた。チャップマンの死後、審判は、使用済みのボールが破損したり、黒ずんだりした場合は必ず交換するように指示された。この決定は、打者が投球に当たることを避けるという意図した効果に加え、打者にとってもボールを打ちやすくなり、1920年代の攻撃ブームに大きく貢献した。
また、打撃用ヘルメット開発・義務化への道もチャップマンの死により作られた。チャップマンの死からクリーブランドのチームメイトは1921年のスプリングトレーニング中に野球ファンのチャーリー・ホーランが作った革製ヘルメットの使用を試みた。ただ、この試みは見送られ、打撃用ヘルメットが義務化されるのも1970年になってからであった。
レイ・チャップマンの死が影響したものは他にある。スピットボールである。所謂不正投球であるスピットボールは、レイ・チャップマンの死から対策が徹底されるようになった。尚、レイ・チャップマンの死には実際にはスピットボールは関係していないと思われる。

## 詳細情報

### 年度別打撃成績
以下が年度別の打撃成績である。
| 年 度    | 球 団    | 試 合 | 打 席 | 打 数 | 得 点 | 安 打 | 二 塁 打 | 三 塁 打 | 本 塁 打 | 塁 打 | 打 点 | 盗 塁 | 盗 塁 死 | 犠 打 | 犠 飛 | 四 球 | 敬 遠 | 死 球 | 三 振 | 併 殺 打 | 打 率 | 出 塁 率 | 長 打 率 | O P S |
| -------- | -------- | ----- | ----- | ----- | ----- | ----- | -------- | -------- | -------- | ----- | ----- | ----- | -------- | ----- | ----- | ----- | ----- | ----- | ----- | -------- | ----- | -------- | -------- | ----- |
| 1912     | CLE      | 31    | 132   | 109   | 29    | 34    | 6        | 3        | 0        | 46    | 19    | 10    | 5        | 12    | --    | 10    | --    | 1     | 13    | --       | .312  | .375     | .422     | .797  |
| 1913     | CLE      | 141   | 601   | 508   | 78    | 131   | 19       | 7        | 3        | 173   | 39    | 29    | --       | 45    | --    | 46    | --    | 2     | 51    | --       | .258  | .322     | .341     | .622  |
| 1914     | CLE      | 106   | 442   | 375   | 59    | 103   | 16       | 10       | 2        | 145   | 42    | 24    | 9        | 18    | --    | 48    | --    | 1     | 48    | --       | .275  | .358     | .387     | .745  |
| 1915     | CLE      | 154   | 669   | 570   | 101   | 154   | 14       | 17       | 3        | 211   | 67    | 36    | 15       | 26    | --    | 70    | --    | 3     | 82    | --       | .270  | .353     | .370     | .723  |
| 1916     | CLE      | 109   | 436   | 346   | 50    | 80    | 10       | 5        | 0        | 100   | 27    | 21    | 14       | 40    | --    | 50    | --    | 1     | 46    | --       | .231  | .330     | .289     | .619  |
| 1917     | CLE      | 156   | 693   | 563   | 98    | 170   | 28       | 13       | 2        | 230   | 36    | 52    | --       | 67    | --    | 61    | --    | 0     | 65    | --       | .302  | .370     | .409     | .779  |
| 1918     | CLE      | 128   | 571   | 446   | 84    | 119   | 19       | 8        | 1        | 157   | 32    | 35    | --       | 35    | --    | 84    | --    | 6     | 46    | --       | .267  | .390     | .352     | .742  |
| 1919     | CLE      | 115   | 518   | 433   | 75    | 130   | 23       | 10       | 3        | 182   | 53    | 18    | --       | 50    | --    | 31    | --    | 3     | 38    | --       | .300  | .351     | .420     | .772  |
| 1920     | CLE      | 111   | 530   | 435   | 97    | 132   | 27       | 8        | 3        | 184   | 49    | 13    | 9        | 41    | --    | 52    | --    | 2     | 38    | --       | .303  | .380     | .423     | .803  |
| MLB：9年 | MLB：9年 | 1051  | 4592  | 3785  | 671   | 1053  | 162      | 81       | 17       | 1428  | 364   | 238   | *52      | 334   | --    | 452   | --    | 19    | 427   | --       | .278  | .358     | .377     | .735  |

- 各年度の太字はリーグ最高
- 赤太字はメジャーリーグベースボール最高
- 「-」は記録なし
- 通算成績の「*数字」は不明年度がある事を示す
- クリーブランド・ナップスは、1915年にクリーブランド・インディアンスに球団名を変更

### 記録
- シーズン犠打数：67（1917年） - MLB歴代最多記録[32]。MLBにおいて62犠打以上の記録を持つのはチャップマンのみ[33]。
- 通算犠打数：334 - MLB歴代6位、現クリーブランド・ガーディアンズ球団記録[34]。

## 人物
チャップマンはピアノを演奏し、アマチュア歌唱コンテストでも一度優勝した才能豊かな青年だったと言われており、情熱に溢れ、気さくで非常に陽気な性格から歴代のインディアンスの選手の中でも最も人気のある選手の一人でもあった。そのことからベーブ・ルースやタイ・カッブにも好かれていて、ある新聞は、チャップマンを「球場でもダイヤモンドの上でもくつろげる男」と評した。それほど好かれた選手であったため、亡くなった際は非常に悲しまれた。
イリノイ州スプリングフィールドでプレイしていた際のチームメイトは「彼はとても派手な選手だった。そして走れた。膝の上げ方が美しいランナーだった。とても足が速く、肩も良く、少し不安定なところもあったが、いい野手だった。そしてとても陽気な男だった。いつも笑い、話し、歌っていた」とチャップマンについて述べている。